# جي. دي. أنوين
جوزيف دانيال أنوين Joseph Daniel Unwin (6 ديسمبر 1895 - أغسطس 1936) كان عالم إثنولوجيا وأنثروبولوجيا اجتماعية إنجليزي، عمل في جامعتي أكسفورد وكامبريدج.

## السيرة الذاتية
ولد أنوين في 6 ديسمبر 1895 في هافرهيل، سوفولك. تلقى تعليمه في مدرسة شروزبري. وقد قاطع التحاقه بكلية أوريل، أكسفورد، اندلاع الحرب العالمية الأولى في عام 1914. خدم في فوج نورثهامبتونشير وفي فيلق الدبابات، حيث أُصيب مرتين ونال وسام الصليب العسكري. بعد الحرب، قضى عدة سنوات في الحبشة.
في عام 1933، حصل أنوين على درجة الدكتوراه في الأنثروبولوجيا من كلية بيترهاوس بجامعة كامبريدج. وكان عنوان أطروحته "التنظيمات الجنسية والسلوك الثقافي". ووسّع من نطاق أبحاثه في كتابه الصادر عام 1934 بعنوان الجنس والثقافة.
كما أجرى أنوين أبحاثًا لصالح وزارة الداخلية البريطانية حول سجن المدينين، ونشر دراسة بعنوان "السجن بسبب الديون" في عام 1935. وقد أدت خبرته في الظروف والمشكلات الاجتماعية إلى تعيينه رئيسًا لـ "كامبريدج هاوس"، وهي مؤسسة اجتماعية في جنوب لندن.
توفي أنوين في أغسطس 1936 عن عمر يناهز الأربعين، بعد عملية جراحية لم تكلل بالنجاح.

## مساهماته في علم الأنثروبولوجيا
في كتابه الجنس والثقافة (1934)، درس أنوين 80 قبيلة بدائية وست حضارات معروفة خلال 5000 عام من التاريخ. وادعى وجود علاقة طردية بين الإنجاز الثقافي لشعب ما وبين درجة الكبح الجنسي التي يلتزم بها.
وصف ألدوس هكسلي كتاب الجنس والثقافة بأنه "عمل بالغ الأهمية" في مؤلفاته.
ووفقًا لأنوين، فعندما تزدهر أي مجتمع اقتصاديا ، فإنها تصبح أكثر تحررًا في ما يتعلق بالأخلاق الجنسية، مما يؤدي إلى فقدان التماسك والدافع والهدف، وهو ما اعتبره لا رجعة فيه.